# Антоніо Хосе Каванільєс

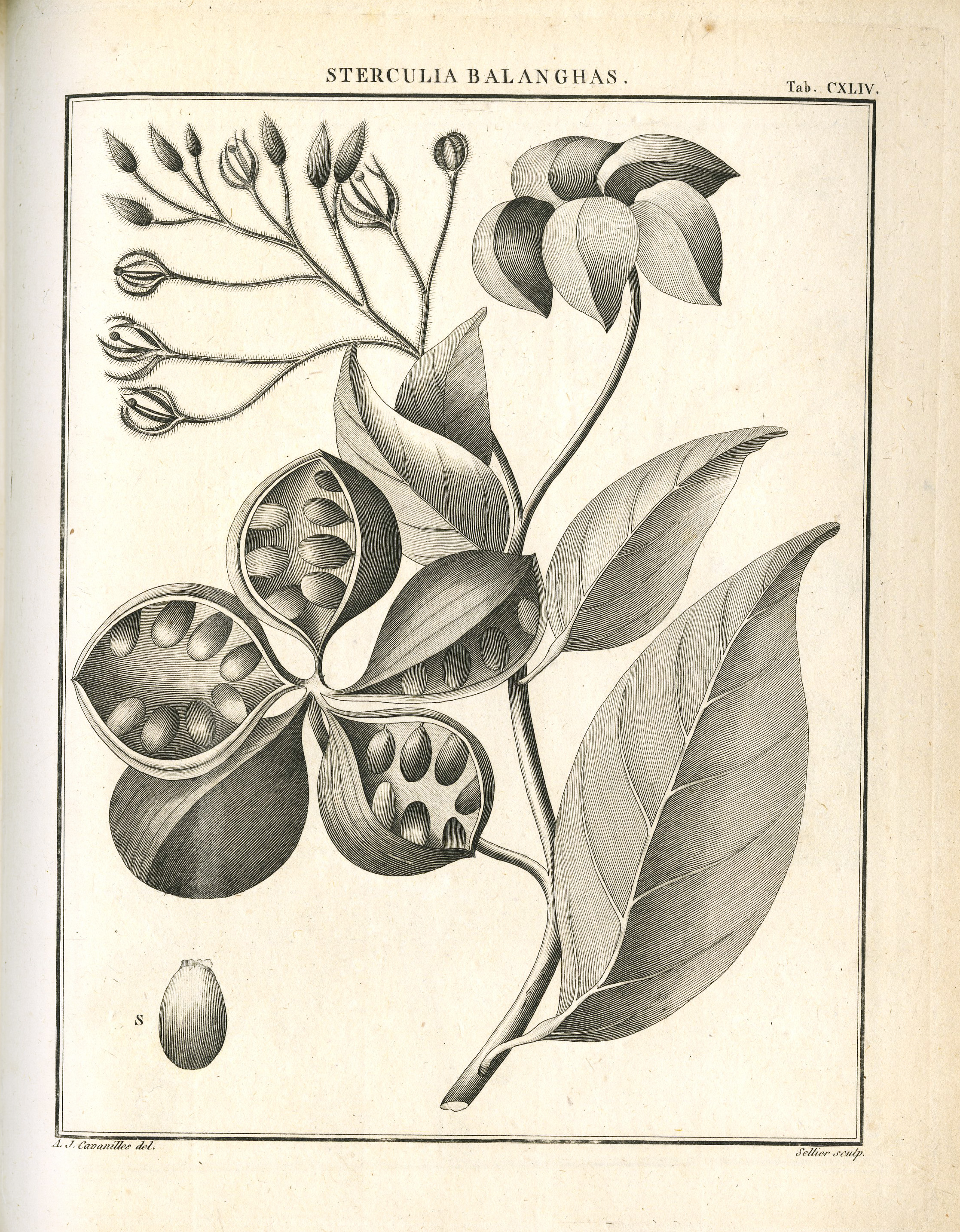
Sterculia balanghas з видання 1790 року Monadelphiæ classis dissertationes decem Антоніо Хосе Каванільєса.

Антоніо Хосе Каванільєс (ісп. Antonio José (Joseph) de Cavanilles (Cavanilles y Palop), кат. Antoni Josep Cavanilles i Palop, 16 січня 1745, Валенсія, Іспанія — 5 травня 1804, Мадрид, Іспанія) — іспанський ботанік.
Вперше в ботанічній науці описав безліч рослин, зокрема, представників флори Океанії, серед яких не менше 100 родів, назви близько 54 використовуються і в наш час, включаючи Calycera, Cobaea, Galphimia, та Oleandra.
Академік Королівської Академії моральних і політичних наук.

## Навчання та наукова діяльність
Початкове навчання отримав у Духовної школі єзуїтів, а згодом в університеті Валенсії вивчав філософію. Магістр філософії (1762 рік) та доктор теології (1766 рік).
З 1777 до 1781 року вивчав ботаніку в Парижі, де опублікував Monodelphiae classis dissertationes decem (1785 ; інше видання — Мадрид , 1790 , з 296 таблицями). У цьому творі автор переробив заново Ліннєївський клас Monodelphiae та полемізує з Лерітьє де Брютелем.
Подібну ж полеміку Каванільєс вів пізніше в Іспанії з Ортегою та Руїсом і резюмував її у творі Coleccion de papeles sobre controversias botanicas (Мадрид, 1796).
Повернувшись до Іспанії, Каванільєс видав великий твір про культурні рослини та декоративні рослини своєї батьківщини Icones et descriptiones plantarum, quae aut sponte in Hispania crescunt, aut in hortis hospitantur (6 томів з 601 таблицею, Мадрид, 1791–1801).
Водночас Каванільєс отримав від іспанського уряду доручення об'їхати Іспанію з ботанічної метою.
У 1799 році він разом з Луї Жозефом Прустом розпочав видання природно-історичного журналу Anales de Historia Natural (з 1801 року називався Anales de Ciencias Naturales), опублікував там 48 статей.
З 1801 по 1804 Каванільєс був директором Королівського ботанічного саду Мадрида, в якому читав лекції, опубліковані в Мадриді у 1802 році під заголовком Descripcion de los plantas que D. Antonio Josef Cavanilles demostró en las lecciones públicas del año 1801, precedida de los principios elementales de la Botánica (друге видання — 1827); в цьому творі вперше описано багато американських рослин.
Займаючись виданням нового твору Hortus Regius Madridensis, Каванільєс раптово помер.

## Почесті
Влада міста Валенсії заснували щорічну премію Каванільєса за наукові заслуги та благодійність у науці та культурі.
Іменем Каванільєса названий Інститут вивчення біологічної еволюції та біорізноманіття.

## Рослини, описані Каванильєсом

### Роди
- Angophora Cav.
- Anoda Cav.
- Arjona Comm.  ex Cav.
- Assonia Cav.
- Boldoa Cav.
- Bonplandia Cav.
- Bursaria Cav.
- Cobaea Cav.
- Condalia Cav.
- Cortesia Cav.
- Cristaria Cav.
- Cymbaecarpa Cav.
- Dahlia Cav.
- Eucryphia Cav.
- Eustephia Cav.
- Flabellaria Cav.
- Francoa Cav.
- Galphimia Cav.
- Gynopleura Cav.
- Heterospermum Cav.
- Lagascea Cav.
- Larrea Cav.
- Magallana Cav.
- Malvaviscus Cav.
- Milla Cav.
- Oleandra Cav.
- Palaua Cav.
- Ruizia Cav.
- Sandoricum Cav.
- Selliera Cav.
- Senna (Cav.) H.S.Irwin & Barneby
- Tetrapterys Cav.
- Tricycla Cav.
- Triguera Cav.
- Zuccagnia Cav.

### Види
Список видів рослин, описаних Каванильєсом на International Plant Names Index [Архівовано 27 вересня 2015 у Wayback Machine.].

## Основні друковані праці
- Observationes sorbe la historia natural, geografia, agricultura, población y frutos del regno de Valencia Por don Antonio Josef Cavanilles. En Madrid: en la Imprenta Real, 1795–1797
- Glosario de botánica en cuatro lenguas, 1795–1798
- Descriptiones de varias plantas exoticas, 1799–1804
- Elenchus plantarum Horti regii Madridensis, 1803
- Géneros y especies de plantas demostradas en las lecciones públicas del año 1802. Madrid, 1803